# Commercial Engineering Laboratories
Commercial Engineering Laboratories war ein US-amerikanischer Hersteller von Automobilen.

## Unternehmensgeschichte
Claude E. Cox war bis 1909 bei Overland tätig. Dann gründete er sein eigenes Unternehmen in Detroit in Michigan. Hauptsächlich stellte er Prototypen für andere Unternehmen her. Außerdem entstanden 1913 einige komplette Automobile. Der Markenname lautete Cox.

## Fahrzeuge
Das erste Modell wurde als Cyclecar bezeichnet. Allerdings ist unklar, ob es die strengen Kriterien für Cyclecars erfüllte. Dieses Fahrzeug ging nicht in Produktion.
Das andere Modell wurde Motor Buggy genannt.